# Habronestes ulrichi
Habronestes ulrichi là một loài nhện trong họ Zodariidae.
Loài này thuộc chi Habronestes. Habronestes ulrichi được Barbara C. Baehr miêu tả năm 2008.